# 1954年公約旅行證

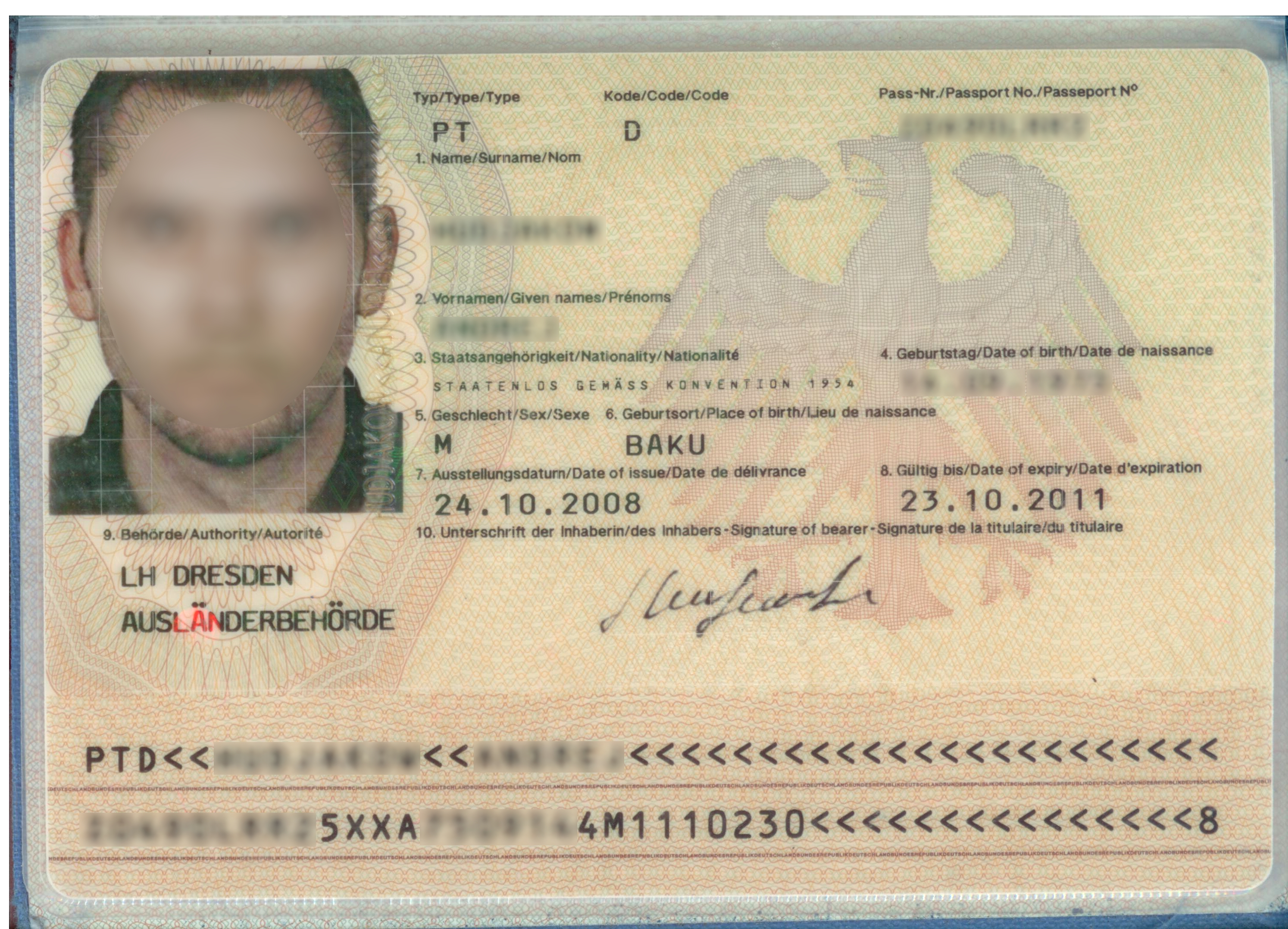
一張2008年德國發行的1954年公約旅行證。

1954年公約旅行證（英語：1954 Convention Travel Document）為根據1954年9月28日联合国《关于无国籍人地位的公约》第28条的规定颁发给合法在其领土内居留的无国籍人的旅行证。封面上會寫「公約旅行證」的字樣，語言通常以發行國家為主。證件上面會紀載公約的日期，但並沒有難民旅行證封面左上角的條紋。发证国颁发此种旅行证的目的在于向持证人提供一种能代替国民护照使用的证件，供持证人到发证国领土以外旅行。旅行证必须有持证人签名方为有效。旅行证的有效地区和有效期由发证机关根据持证人的具体情况确定。
发证国一般允许持证人在旅行证的有效期内或主管机关签注的期限内无须另申请签证即可返回发证国。持此种旅行证不影响持证人的国籍或国民地位。持证人无权享有发证国的领事保护，也不免除遵守发证国关于外籍人居留和人出境等项规定。持证人如果从原国籍国政府取得护照或其他旅行证件，则所持的无国籍人旅行证即告失效，并须将此证缴回原发证机关。